# PLX
PLX, skraćenica za Picatinny Liquid Explosive, je tečni binarni eksploziv. To je mešavina od 95% nitrometana (NM) zajedno sa 5% etilendiamina (EDA) kao senzibilizatora. Druga aminska jedinjenja mogu se koristiti umesto etilendiamina, kao što su trietilentetramin, dietilentriamin ili etanolamin, ali EDA je pokazana kao najefikasniji aminski aditiv. PLX je prilično snažan visokoenergetski eksploziv, sa destruktivnim učinkom koji neznatno nadmašuje TNT.

## Svojstva
Kada je pomešan, PLX je providna tečnost sa žuto-narandžastom nijansom. Etilendiamin je veoma isparljiv, pa je neophodno da sadržaj bude zapečaćen ukoliko je planirano skladištenje. Generalno, iz bezbednosnih razloga, komponente se transportuju odvojeno i mešaju na licu mesta. PLX je poznat po brzini detonacije (VoD) koja varira između 6.000 i 7.000 m/s, u zavisnosti od prečnika. Iako je znatno senzibilisan dodatkom EDA, PLX i dalje zahteva snažan detonatorski kapisla ili manji pojačivač da bi uspešno detonirao.

## Senzibilizacija nitrometanom
Osetljivost na nitrometan (CH3NO2) obezbeđuju amino grupe (NH2). Smatra se da amini slabe CN veze, tako da razbijanje takvih veza ne zahteva toliko energije.

## Upotreba i otkriće
PLX je izumljen tokom Drugog svetskog rata u arsenalu Pikatinija (Picatinny Arsenal) u Nju Džerziju. Prvobitno je dizajniran za raščišćavanje minskih polja tako što bi se prosipao iz aviona preko ciljanog područja ili sipao sa sigurne udaljenosti i detonirao od strane trupa na terenu.
Ovaj eksploziv može se pretvoriti u gel dodavanjem nitroceluloze, ETN-a, ili bilo kojeg broja rastvorljivih nitratnih estara ili sredstava za geliranje. To omogućava da se prahovi metala, kao što su aluminijum ili magnezijum, suspenduju u smeši. Metalni prahovi deluju kao gorivo, povećavajući toplinu i energetsku izlaznu snagu, ali smanjujući brizantnost i brzinu detonacije. Rezultat je trajniji udarni talas i efekat "guranja i podizanja", što je poželjno za termobarične svrhe. Trzciński izveštava da 200 grama mešavine NM-a sa PMMA kao sredstvom za geliranje i AlMg (45:55, srednja veličina čestica = 63 mikrona) kao gorivom, u odnosu od 67.2/2.8/30 po masi, ima vršni prekomerni pritisak od 120 kPa na 2 m od mesta eksplozije (na otvorenom prostoru), sa ekvivalentom TNT-a od 1,65 u vršnom pritisku i 1,62 u impulsu udarnog talasa.  Kao referenca, 104 kPa se široko smatra pritiskom gde 50% bubnih opni pukne.  Ovo je i dalje 3 do 5 puta manje od pritiska potrebnog za postizanje 50% stope smrtnosti zbog povrede pluća prema Bass/Bowen jednačinama (odrasla osoba koja stoji, okrenuta u bilo kom pravcu). 
PLX je označen kao jedan od materijala koji bi mogao biti upotrebljen u katastrofalnom terorizmu, jer većina čeličnih stubova sa jezgrom ne može izdržati detonaciju od 10–30 kg PLX-a u direktnom kontaktu (eksploziv na goloj čeličnoj površini). Nitrometan i sredstva za geliranje se slobodno prodaju javnosti u SAD-u, iako je njegova prodaja zabranjena u EU od septembra 2014. godine. 
Takođe, PLX je navodno eksploziv korišćen u filmu Umri muški sa osvetom (Die Hard with a Vengeance). Međutim, film je uveliko preuveličao osetljivost ove eksplozivne mešavine.
PLX je bio jedan od eksploziva korišćenih za obaranje Korejskog leta 858 zajedno sa C-4 eksplozivom.

## Spoljašnje veze
- Liquid explosives easy to make, hard to detect Архивирано на веб-сајту  (28. септембар 2018) (језик: енглески)